# Cédric Brelet von Sydow
Pour les articles homonymes, voir Von Sydow.
Cédric Brelet von Sydow, né le 5 avril 1970, est un acteur et réalisateur français.

## Biographie
Il intègre l'école des Beaux-Arts de Toulon (EBAT) en 1992, puis la Villa Arson à Nice de 1994 à 1997, il y obtient le DNAP avec les félicitations du jury et le DNSEP. Parallèlement, il travaille comme assistant pour l'artiste Ben pendant plusieurs années, et fait de nombreuses apparitions comme figurant à l'Opéra de Nice.
Fils de l'acteur Max von Sydow par adoption, il se tourne vers le cinéma en tant qu'acteur. Il apparaît dans Entrusted (2003) (téléfilm), Le Scaphandre et le Papillon (2007), Slovenka (La Fille de Slovénie) (2009).
Parallèlement, il passe à la réalisation de documentaires sur les coulisses de tournage. En 1997 il réalise son premier making-of : La Principessa e il povero. Il travaille par la suite sur des films de Steven Spielberg (Minority Report), Dario Argento (Le Sang des innocents), Brett Ratner (Rush Hour 3), Martin Scorsese (Shutter Island).
En 2001, il crée Débric et Débroc avec Jean Dalmasso, série de petits courts-métrages.